# فرودگاه جزیره مکیناک
فرودگاه جزیره مکیناک (به انگلیسی: Mackinac Island Airport) یک فرودگاه همگانی با کد یاتا MCD است که یک باند فرود آسفالت دارد و طول باند آن ۱۰۶۷ متر است. این فرودگاه در کشور ایالات متحده آمریکا قرار دارد و در ارتفاع ۲۲۵٫۶ متری از سطح دریا واقع شده است.